# Asdrúbal Fontes Bayardo
Asdrúbal Esteban Fontes Bayardo (soms "Pocho") (Pan de Azúcar, 26 december 1922 – Montevideo, 9 juli 2006) was een Uruguayaans Formule 1-coureur.
Hij heeft zich in zijn carrière ingeschreven voor één Formule 1-race (de Grand Prix van Frankrijk in 1959) voor het team Scuderia Centro Sud, maar verscheen daar niet aan de start. Hij wist zich niet te kwalificeren. Na de race besloot Bayardo terug te gaan naar Zuid-Amerika om daar te racen.
In Zuid-Amerika deed hij aan langeafstandswedstrijden en de Formula Libre.
In 2006 overleed Bayardo in de Uruguayaanse hoofdstad Montevideo.